# Шері Норіс
Шері Норіс (англ. Sheri Norris; нар. 2 лютого 1964) — колишня американська тенісистка.
Найвищу одиночну позицію світового рейтингу — 220 місце досягла 2 лютого, 1987, парну — 302 місце — 2 лютого, 1987 року.

## Фінали ITF

### Одиночний розряд: 2 (0–2)
| Результат | Ранг | Дата           | Турнір           | Покриття | Суперниця    | Рахунок       |
| --------- | ---- | -------------- | ---------------- | -------- | ------------ | ------------- |
| Поразка   | 1.   | 13 липня 1986  | Бойнтон-Біч, США | Тверде   | Карен Шимпер | 0–6, 3–6      |
| Поразка   | 2.   | 26 жовтня 1986 | Гонолулу, США    | Тверде   | Кетрін Кейл  | 4–6, 6–3, 5–7 |